# اسکار ویرت
اسکار ویرت (آلمانی: Oscar Wirth؛ زادهٔ ۵ نوامبر ۱۹۵۵) بازیکن سابق و مربی فوتبال آلمانی‌تبار اهل شیلی است.
از باشگاه‌هایی که در آن بازی کرده‌است می‌توان به باشگاه فوتبال کولو-کولو، باشگاه فوتبال آلیانزا لیما، باشگاه فوتبال یونیورسیداد شیلی، و باشگاه فوتبال رئال وایادولید اشاره کرد.
وی همچنین در تیم‌های ملی فوتبال شیلی و شیلی بی بازی کرده‌است.